# Bernardyna
Bernardyna – żeński odpowiednik imienia Bernardyn. Patronką tego imienia jest św. Bernardyna z Foligno.
Bernardyna imieniny obchodzi 21 września i 23 września (druga data na pamiątkę bł. Bernardyny Marii Jabłońskiej).